# Julio Medem
Julio Medem, född 21 oktober 1958 i San Sebastián i Spanien, är en baskisk filmregissör. Han debuterade som långfilmsregissör med 1992 års baskiska familjekrönika Kossor (spanska: Vacas), vilken renderade honom det spanska Goyapriset som bästa nya regissör. Även senare filmer som Den röda ekorren (La ardilla roja) och De älskande vid polcirkeln (Los amantes del círculo polar) har uppmärksammats.
Medems filmer, som produceras med spanskt tal, är ofta dramer med en stark tonvikt på erotisk eller psykologisk spänning. Tre av hans 1990-talsfilmer har Emma Suárez i den kvinnliga huvudrollen.

## Biografi

### Tidiga år
Redan i ungdomen började Julio Medem experimentera med Super8-film, med hjälp av den kamera som han fick som present av sin far. Han filmade vardagsscener där hans syster Ana spelade huvudrollen. Senare tog han högskoleexamen i medicin och allmänkirurgi, medan film fortsatte som ett stort sidointresse. Hans första yrkesmässiga arbete inom film var som filmkritiker för dagstidningen La Voz de Euskadi. Efter medverkan även i andra tidningar, producerade han sina första kortfilmere, fortfarande i Super8-formatet.

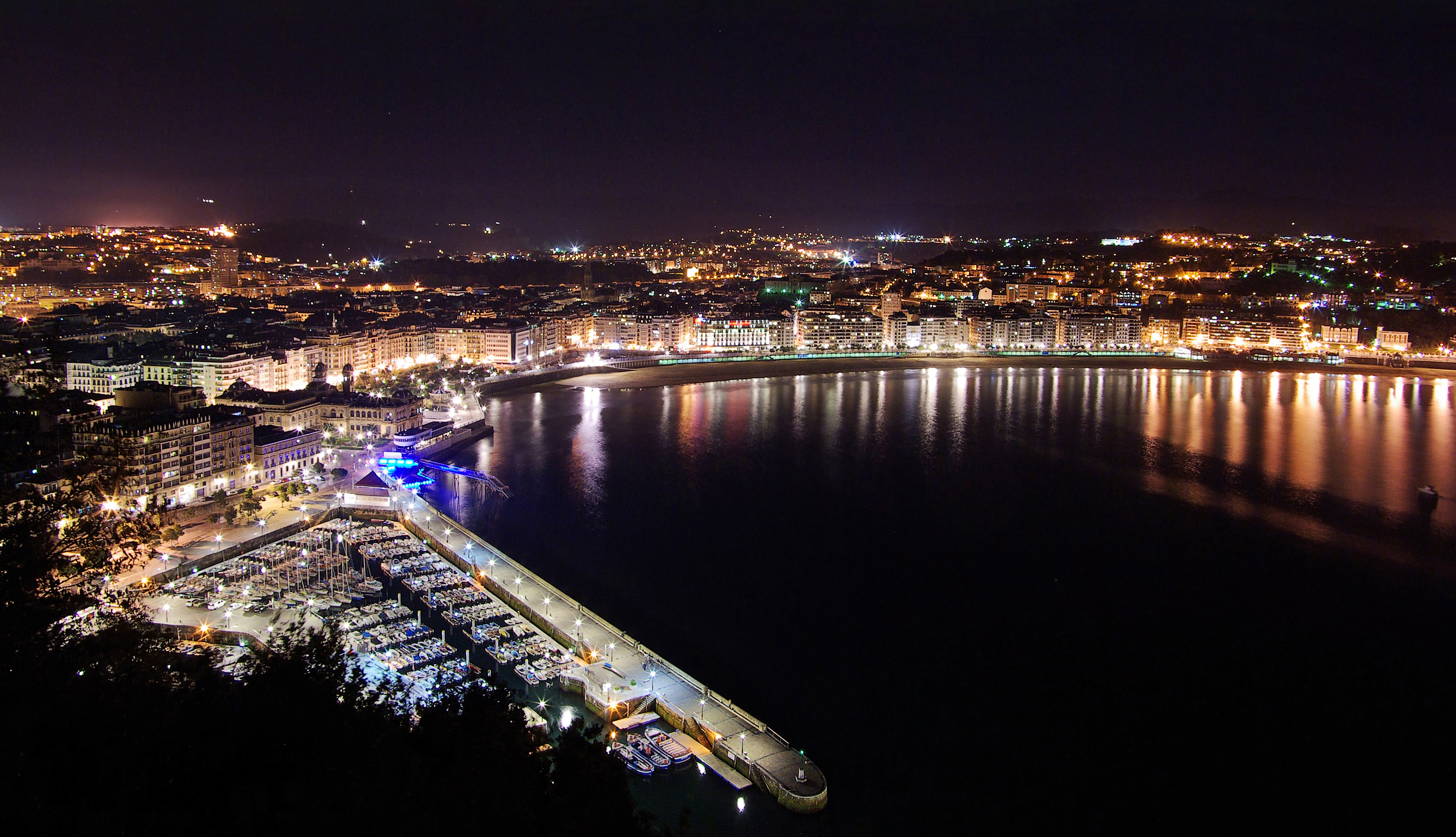
Medems Den röda ekorren tar sin början vid stranden i hans födelsestad San Sebastián.

Så småningom övergick Medem till 35mm i sina produktioner, och hans Pata en la cabeza (1985) uppmärksammades med pris vid den internationella dokumentär- och kortfilmsfestivalen i Bilbao. Även La seis en punta från 1987 belönades vid denna festival.
I slutet av 1980-talet satsade Julio Medem på att ägna sig åt film på heltid, som regissör och/eller manusförfattare. 1988 års Martín hade både regi och manus av Medem, och här samarbetade han för första gången med kompositören Alberto Iglesias. Filmen ägnade sig åt Andra carlistkriget.

### 1990-talet
1992 hade Medems första långfilm Kossor premiär. Med denna baskiska släktkrönika blev Julio Medem uppmärksammad som en filmskapare ur den nya spanska generationen, och under de kommande åren följde fler dramafilmer.
Både Den röda ekorren (1993), Jorden (1996) och De älskande under polcirkeln (1998) utmärks av en erotisk eller romantisk spänning. Medems tre första långfilmer hade alla Emma Suárez i den kvinnliga huvudrollen, medan den manliga huvudrollen besattes av Nancho Novo i filmerna från 1996 och 1998. Den röda ekorren är bitvis en lek omkring illusionens makt, medan den efterföljande Jorden kretsar kring kärleken och den mänskliga svagheten. Jorden spelades in i Cariñena-området i Aragonien, sydväst om Zaragoza, känt för sin röda jord.

### Senare år
Därefter har Medems filmkarriär fortsatt, om än något mer oregelbundet. Efter 2001 års Sex & Lucia dröjde det till 2007 innan nästa spelfilm (Caótica Ana). Room in Rome kom 2010, och Ma ma 2015. I den sistnämnda filmen figurerade Penélope Cruz i den kvinnliga huvudrollen. 2003 kom dokumentären La pelota vasca, med Baskiens nationalsport som tema.
2017 väntas Sex & Lucia 2, en fortsättning på filmen från 2001, ha premiär.

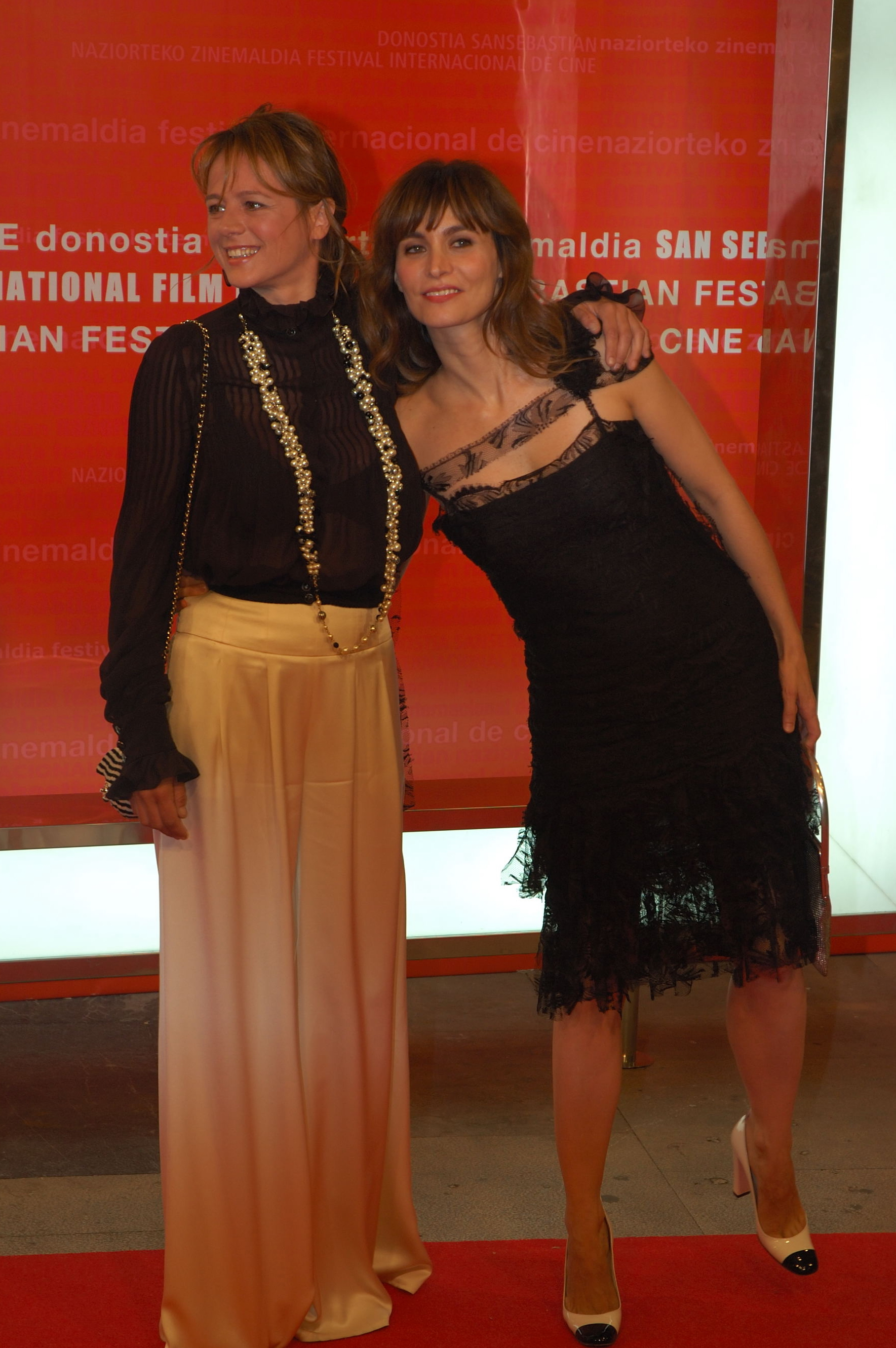
Emma Suárez (vänster, foto från 2006) spelade den kvinnliga huvudrollen i Medems tre första långfilmer.

## Stil och erkännande
Medem har sedan 1990-talet utmärkt sig som en av de mer kända spanska filmregissörerna. Hans filmer är ofta dramer med en stark tonvikt på erotisk eller psykologisk spänning. Tre av hans 1990-talsfilmer har Emma Suárez i den kvinnliga huvudrollen, och för sin roll i 1993 års Den röda ekorren erövrade hon Goyapriset för Bästa kvinnliga skådespelare.
1993 vann Medem Goyapriset för bästa nya regissör (för det historiska eposet Kossor). Dessutom har han erhållit ytterligare åtta Goyanomineringar, i klasserna Bästa manus, Bästa film, Bästa regi eller Bästa dokumentär. 1993 års Den röda ekorren belönades med ungdomspriset på Cannesfestivalen, medan den efterföljande Jorden var kandidat till Guldpalmen; båda filmerna innehåller drömlika eller surrealistiska sekvenser. 1998 var Medems De älskande vid polcirkeln kandidat till Guldlejonet vid Venedigfestivalen.
Spänningen i Medems filmer understryks ofta av filmmusiken, som vid ett antal tillfällen skrivits av Alberto Iglesias. Denne har vunnit Goyapriset för Bästa filmmusik för tre filmer av Medem samt nominerats till samma pris för ytterligare två.

## Filmografi (urval)
Nedan listas Medems långfilmer som regissör.
- 1992 – Kossor (spanska: Vacas)
- 1993 – Den röda ekorren (La ardilla roja)
- 1996 – Jorden (Tierra)
- 1998 – De älskande vid polcirkeln (Los amantes del círculo polar)
- 2001 – Sex & Lucia (Lucía y el sexo)
- 2003 – La pelota vasca: La piel contra la piedra (dokumentär)
- 2007 – Caótica Ana
- 2010 – Room in Rome (Habitación en Roma)
- 2015 – Ma ma